# Viktor Jansson
Pour les articles homonymes, voir Jansson.
Viktor Jansson (né le 1er mars 1886 à Helsinki et décédé le 22 juin 1958 à Helsinki) est un sculpteur finlandais.
Époux de Signe Hammarsten-Jansson, il est le père de Tove Jansson, Lars Jansson et Per Olov Jansson.

## Œuvres

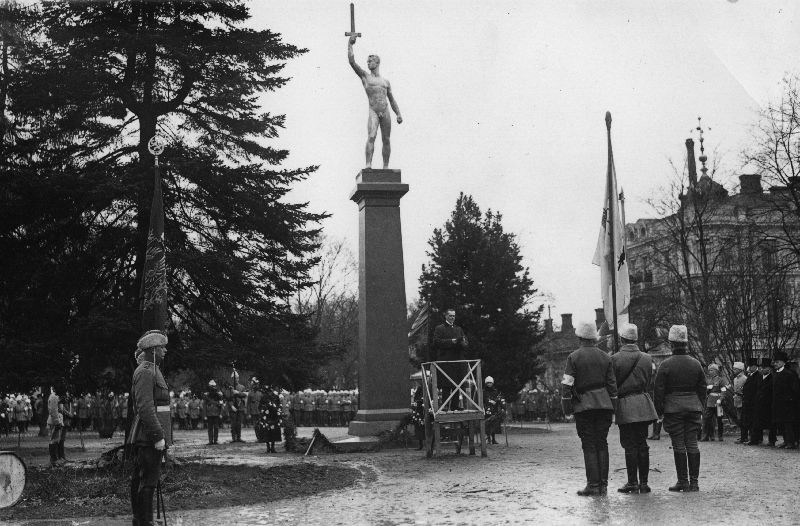
Dévoilement de la statue de la liberté à Tampere en 1921.